# Свети Сергиј
Свети Сергиј je хришћански светитељ и мученик за веру. После мучења због вере у Исуса Христа Сергиј је 304. године посечен мачем у Цезареји Кападокијској.
Православна црква га слави 2. јануара по јулијанском календару, а 15. јануара по грегоријанском календару.